# Alice Zeniter
Alice Zeniter (Clamart, Hauts-de-Seine, 1986) is een Franse schrijver en toneelschrijver. Ze won de Prix Goncourt des lycéens 2017 met haar roman L'Art de perdre (Nederlandse vertaling: De kunst van het verliezen).

## Biografie
Alice Zeniter heeft een Algerijnse vader en een Franse moeder. Ze groeide op in het dorp Champfleur (Pays de la Loire) en volgde middelbaar onderwijs in Alençon. Na het voltooien van de middelbare school verhuisde ze naar Parijs om te studeren aan de École normale supérieure (Parijs).
Sinds 2013 doceert zij theaterwetenschap aan de Sorbonne Nouvelle - Paris 3.
In 2008 verliet ze Parijs en verhuisde naar Boedapest, waar ze onder andere Franse taal doceerde aan de Loránd Eötvös-universiteit.
Ze werkte als assistent van Árpád Schilling, de artistiek directeur van het centrum voor performing arts “Krétakör” in Boedapest.
Na enkele jaren keerde ze terug naar Frankrijk. Ze werkte mee aan verschillende producties van het theatergezelschap Pandora in Parijs en werkte in 2013 als toneelschrijver voor het theatergezelschap Kobal't.
Ze schreef mee aan het scenario van de speelfilm Fever, een bewerking van Leslie Kaplan's gelijknamige roman uit 2005, geregisseerd door Raphaël Neal en uitgebracht in 2015.

## Auteurschap
Tijdens haar schooltijd schreef Alice Zeniter haar eerste roman Deux moins un égal zéro (Twee min een is gelijk aan nul). Het verhaal, dat zij schreef op 14-jarige leeftijd, verscheen in 2003 en gaat over twee meisjes die in oorlogstijd een hond oppikken en proberen te overleven in een verwoest land.
Haar tweede roman Jusque dans nos bras werd uitgegeven in 2010. De roman opent met het voltrekken van een schijnhuwelijk tussen een jong Frans meisje, Alice en haar jeugdvriend Mad, voor wie het vernederend is om ieder jaar zijn verblijfspapieren te moeten vernieuwen. Zeniter schrijft op een persoonlijke manier over de gevolgen van immigratie en over het alledaags racisme en de invloed daarvan op het leven van de jonge hoofdpersonen.
In 2013 verscheen haar derde roman Sombre Dimanche, in het Nederlands vertaald als Op een zondagochtend. Het verhaal speelt zich af in Boedapest en gaat over de prille liefde tussen de Hongaarse Imre en de Duitse Kerstin tegen de achtergrond van het communistische verleden van Hongarije.
Zeniter won in 2015 de Prix Renaudot des lycéens voor haar vierde roman, Juste avant l’oubli. Het boek gaat over een afgestudeerde student die onderzoek doet naar het leven van een thrillerauteur op de Hebriden. De schaduw van de auteur, die suïcide heeft gepleegd, dreigt al snel de relatie tussen de jonge vrouw en haar vriend, die haar is nagereisd, te verstoren.
In 2017 verscheen Zeniter's vijfde roman L'Art de perdre (De kunst van het verliezen). De roman werd bekroond met de literaire prijs van de Franse krant Le Monde en de Prix Goncourt des lycéens.
Naïma is een jonge vrouw die werkt in een galerie voor hedendaagse kunst in Parijs. Ze is op zoek naar haar identiteit en verdiept zich in haar familiegeschiedenis. Ze onderzoekt de rol van haar grootvader, een harki die in de Algerijnse Onafhankelijkheidsoorlog de kant van de Fransen heeft gekozen. In 1962, toen haar vader 10 jaar oud was, verhuisde het gezin naar Frankrijk. Haar vader heeft nooit willen praten over het Algerije van zijn kinderjaren. Wat betekenen die Algerijnse roots eigenlijk voor haar identiteit? Hoe kan ze een band hebben met een familiegeschiedenis die nooit aan haar is doorgegeven? De roman is geïnspireerd door de geschiedenis van Zeniter’s eigen familie.
Eind juni 2018 is er een podcast verschenen waarin Zeniter thema's aansnijdt als racisme, haar relatie tot het vrouwenlichaam en het schrijverschap.

## Werken

### Romans
- 2003 Deux moins un égal zéro. Nantes, Éditions du Petit Véhicule, 112 p.
- 2010 Jusque dans nos bras. Parijs, Éditions Albin Michel, 236 p.
- 2013. Sombre dimanche. Parijs, Éditions Albin Michel, 236 p. Nederlandse vertaling: Op een zondagochtend. Vertaald door Marijke Arijs. Arbeiderspers, Amsterdam, 2016. ISBN 978 90 295 0581 9
- 2015 Juste avant l'oubli. Parijs, Éditions Flammarion, 288 p.
- 2017 L’Art de perdre. Parijs, Éditions Flammarion, 500 p. Nederlandse vertaling: De kunst van het verliezen. Vertaald door Marijke Arijs, Floor Borsboom en Martine Woudt. Arbeiderspers, Amsterdam, 2018. ISBN 978 90 295 2570 1
- 2020 Comme un empire dans un empire. Parijs, Éditions Flammarion, 400 p.
- 2024 Frapper l’épopée. Parijs, Éditions Flammarion, 317p.

### Jeugdroman
- 2019 Home Sweet Home (avec Antoine Philias). Éditions L'école des loisirs, 299 p.

### Korte verhalen
- 2015 Sur les Ewoks. Verschenen in het tijdschrift "Hors-séries 100% Star Wars", bij Édition Télérama.

### Theaterstukken
- 2011 Spécimens humains avec monstres
- 2015 Un Ours, of Course!, Éditions Actes Sud
- 2018 Hansel et Gretel, le début de la faim, Éditions Actes Sud
- 2019 Quand viendra la vague, Éditions L'Arche